# Ibrahima Cissé
Ibrahima Cissé (ur. 28 lutego 1994 w Liège) – belgijski piłkarz występujący na pozycji pomocnika w RFC Seraing.